# Економічна модель
Економі́чна моде́ль — формалізований опис за допомогою математики й економетрики і кількісне вираження економічних процесів і явищ, що абстрактно відображає реальну картину економічного життя. Економічна модель передбачає спрощене представлення економічних процесів та зв'язків між ними за допомогою відносно невеликої кількості факторів та/або змінних. Економічна модель може передбачати як стохастичні так і детерміновані зв'язки.
Економічні моделі активно використовуються при викладанні економічної теорії, особливо економічні моделі у графічній формі.

## Предмет економічного моделювання
В навчальних курсах з економічної теорії (мікроекономіка, макроекономіка, інституціональна економіка) активно використовується моделювання суб'єктів та їхньої взаємодії:

### Моделі суб'єктів
У мікроекономіці — це моделі домогосподарства і фірми.
У макроекономіці — це моделі сектору домогосподарств, сектору фірм, державного сектору і закордонного сектору.

### Моделі ринків
Мікроекономічні моделі ринків — моделі взаємодії попиту і пропозиції на однотоварному або багатотоварних ринках . Вхідні (екзогенні) величини — обсяг попиту, обсяг пропозиції, інші фактори, вихідні (ендогенні) — ринкова рівноважна ціна, обсяги продаж.
Макроекономічні моделі ринків — ринок благ (кінцевих товарів), ринок ресурсів (ринок праці, капіталу, природних ресурсів), модель сукупного попиту і сукупної пропозиції, грошові ринки.

### Моделі виробництва
Моделі виробництва благ з ресурсів — виробнича функція, яка показує залежність обсягу виробництва від кількості та комбінації ресурсів. Найпростіший варіант — однофакторна виробнича функція, наприклад, залежність обсягу випуску від кількості праці: Q = f (L).

### Моделі вибору
Моделі вибору споживача — кардиналістська (кількісна: корисність блага залежить від кількості спожитого блага) та ординалістська (порядкова: корисність визначається обраною комбінацією благ або наборів благ).

## Екзогенні та ендогенні змінні економічних моделей
Екзогенні змінні — зовнішні, вхідні по відношенню до моделі змінні.
Ендогенні змінні — внутрішні, вихідні змінні моделі.